# アルフレッド・リコニー
アルフレッド・リコニー（Jeremiah Alfred "Al" LeConey、1901年11月3日- 1959年11月11日)は、アメリカ合衆国の陸上競技選手。1924年パリオリンピックの金メダリストである。

## 経歴
リコニーは、ラファイエットカレッジ在学中の1922年、全米選手権の220ヤードとIC4A選手権の100ヤードと220ヤードのチャンピオンに輝く。
2年後の1924年、パリオリンピックにでは、ルイス・クラーク、フランク・ハッシー、ローレン・マーチソンとともにアメリカ代表チームのアンカーとして4×100mリレーに出場し、41.0秒の世界新記録で金メダルを獲得した。
パリオリンピックの後、リコニーは100ヤードで9.4秒という記録を出したが、後に追い風参考記録と判定されてしまう。1932年にはリコニーがパリオリンピックで活躍した写真がアメリカ合衆国郵政省から記念切手として発行された。